# Сердце пармы
«Се́рдце па́рмы» — роман Алексея Иванова о покорении Великой Перми Москвой в XV веке. О жанре произведения нет общего мнения. 
Роман принёс писателю широкую известность и выдержал несколько переизданий. В 2022 году вышла одноимённая экранизация романа.
С 2006 года в окрестностях Чердыни ежегодно проводился фестиваль «Сердце Пармы», собиравший тысячи участников. С 2010 года, после отказа Иванова от участия, фестиваль называется «Зов Пармы».

## История создания
После публикации Ивановым в начале 1990-х годов нескольких фантастических повестей и рассказов, он фактически ушёл из литературы, работал журналистом, учителем в школе, гидом в турфирме. Путешествуя по пермской земле вместе с группами туристов, он заинтересовался её историей. После этого создал краеведческий кружок во Дворце пионеров и тогда задумал роман. В письме Олегу Дарку Иванов рассказывает о мистическом переживании, которое подтолкнуло его к написанию книги. Начиная писать, Иванов не ждал быстрой публикации. Он писал для себя, так, как ему хотелось. Роман был закончен в 2000 году. Иванов пытался опубликовать его в Перми. В 2002 году он был выдвинут на конкурс «Российский сюжет» издательства «Пальмира», но не был допущен к участию. Позднее издательство передумало. Большую роль в публикации сыграл земляк Иванова — писатель Леонид Юзефович.

## Название
Роман был опубликован в 2003 году, практически одновременно в родном городе автора и в Москве: в Пермском книжном издательстве он вышел под названием «Чердынь — княгиня гор», а в «Пальмире» — под названием «Сердце пармы. Роман-легенда» (в немного сокращённом варианте). Роман сразу получил множество критических отзывов.
В 2006 году в издательстве «Азбука» появился полный вариант романа под названием «Сердце пармы, или Чердынь — княгиня гор».
Согласно словарю, парма на Северном Урале — это плосковершинные увалы и гряды, покрытые елово-пихтовыми лесами с густым моховым покровом. Автор объяснял в письме своему редактору Олегу Дарку, что теперь такой тип леса мало где сохранился:

Я живу в районе Перми, который называется Закамск <…> примерно напротив Гляденовской горы. Он стоит как раз в этих борах правого берега в 10—20 км от центра города (который находится выше по течению и на левом берегу). Километрах в трёх от Камы чистые сосняки заканчиваются, и начинается смешанный берёзово-елово-сосновый лес на болотистых почвах. Почвы здесь болотистые от того, что эти места приходились на правое русло древней пра-Камы, некогда превратившееся сначала в старицу, потом в болото, а теперь в этот лес. <…> 

Но всё-таки это — древняя парма, которой в окрестностях нигде больше нет.

В библиографических данных изданий книги написание слова «парма» встречается как со строчной, так и с заглавной буквы. Сам Алексей Иванов утверждает, что слово должно писаться со строчной буквы, поскольку является приуральским названием хвойного леса, синонимом слова «тайга», но многие ставят заглавную букву, так как этим именем собственным принято кратко называть Пермь Великую.

## Жанр
Литературоведы не пришли к согласию в вопросе, связанном с определением жанровой природы «Сердца пармы», — среди вариантов были «традиционный и консервативный роман», «романтическая поэма», «роман-блокбастер», «историко-этнографическое фэнтези», «роман-легенда», «классическая эпопея». В произведении обнаруживали родство с «Властелином колец» и «Туманностью Андромеды». Сам автор в интервью объяснял, что не считает себя «беллетризатором учебников истории»: «Достоверные исторические романы пусть пишут обладатели машины времени».
Многими отмечался необычный язык: «Варево из славянских, финно-угорских и тюркских протословес» (Лев Данилкин). Поскольку роман описывает малоизвестную страницу истории и представляет действие глазами средневекового человека, для которого мир полон духов, то критики видели в романе элементы фэнтези. При этом Иванов многократно указывал на то, что он оставил фантастику и что «Сердце пармы» не имеет отношения к этому жанру.

## Сюжет
Роман разделён на четыре части, в которых события датируются годами «от сотворения мира».
Часть 1. 6963 год (1455 год н. э.)
Вогульский князь Асыка готовится изгнать всех русских из Перми. Асыка — хумляльт, колдун, который не может умереть, пока не достигнет своей цели. Знаток пермской земли и храмодел Васька Калина помогает ватаге ушкуйников, нанятой епископом Питиримом, похитить Золотую Бабу — таинственного идола пермяков и вогулов.
Князь Ермолай правит Пермью из Усть-Выми. Его жена давно умерла, у него осталось два сына — Михаил и Василий. Часть заканчивается набегом Асыки на Усть-Вымь. Во время набега погибают епископ Питирим и князь Ермолай. Сотник Полюд спасает Михаила и пермскую девочку Тичерть.
Часть 2. 6969—6977 годы (1461—1469 годы н. э.)
Михаил уезжает в Великую Пермь, в Чердынь и показывает себя как мудрый правитель, сумев договориться с князьями многочисленных пермских городков о выплате ясака и с татарскими князьями о союзе. При нём остаётся верный сотник Полюд, появляются новые соратники — пермяк Бурмот, татарин Исур. В татарском городке Афкуле Михаил встречает считавшегося погибшим Ваську Калину, который станет верным другом Михаила на долгие годы. Выросшая Тичерть становится женой Михаила. Калина предупреждает его, что Тичерть — ламия, ведьма. У князя рождается сын — Матвей.
Из Перми Старой, где правит брат Михаила Василий, приезжает новый епископ Иона, который решает крестить пермяков. Неожиданно пропадает Полюд: он успел зажечь сигнальный огонь, предупреждающий о нападении вогулов, и погиб. Василий с войском направляется на Югру, вместе с ним идут ушкуйник Васька Скряба и Зырян (так его называет Василий, который не может выговорить его настоящее имя). Во время похода Василий погибает, пойдя в тайгу на поиски Золотой Бабы. Зырян возвращается в Чердынь и остаётся там служить. Михаил собирает поход на Югру. Войско успешно захватывает город Асыки — Пелым, а самого Асыку берёт в плен. Михаил хочет везти Асыку в Москву, но в Кае узнает, что татары осадили Вятку, и отпускает Асыку, который увозит Тичерть с собой.
Брат великого князя Ивана III Юрий Дмитровский прибывает в Чердынь и требует изгнать татар из Перми. Михаил не соглашается, фактически объявляя Москве войну.
Часть 3. 6980 год (1472 год н. э.)
Из Москвы на Пермь идёт большое войско, возглавляемое Фёдором Пёстрым Стародубским. Михаил созывает пермяков на борьбу, но не все откликаются. Московское войско захватывает городок за городком. К Пёстрому присоединяется епископ Иона, который совершил поджог в Чердыни и сбежал оттуда. Михаил уходит из сгоревшей крепости в город Искор, где правит отец его друга Бурмота — Качаим. Часть завершается разгромом Искора и пленением Михаила.
Часть 4. 6981—6990 годы (1473—1482 год н. э.)
Фёдор Пёстрый пленяет Михаила и его ближайших соратников и отправляет их в Москву. После разговора с Иваном III Михаил решает ему подчиниться, и его отпускают в Пермь. Между тем сын Михаила Матвей подрос и вступает в новую чердынскую дружину, собранную Пёстрым. Он ненавидит отца за трусость, за безволие, за то, что он не смог побороть судьбу и смирился со своим положением «князя без княжества». И действительно, кажется, что Михаил оставил мысли о княжении: он не оспаривает власти князя Пëстрого и епископа Филофея, а поселяется у крестьянина Нифонта, которому вместе с Калиной помогает растить хлеб.
Матвей пытается хотя бы внешне стать князем — он пытается найти поддержку у татар, но хотя ему и удаётся внушить уважение к себе, он невольно становится причиной несчастья незнакомой ему русской девочки-рабыни Маши — её жестоко наказывают плетьми на глазах у Матвея. Матвей обещает Маше выкупить её летом на рынке рабов в татарском городе Ибыре. Чтобы сдержать слово, Матвей вместе с Калиной отправляется туда, но трудная поездка в самый последний момент завершается неудачей. Матвею горько, что он не сдержал данного слова, но он, наконец, понимает, что не всегда человек может переломить судьбу. Он осознает, что был несправедлив к отцу, который знал ещё большие потери. Матвей просит отца вернуться к княжению. Михаил отстраивает Чердынь и пытается объяснить пермякам то, что слышал от Ивана III:

Русский народ по-настоящему ещё не родился, хотя мы и называем всех московитов «роччиз» — «русские». Русский народ ещё только рождается, принимая в себя многие малые народы — и нас, и зырян, и печору, и вотяков, и черемисов, и новгородцев… Мы — ещё пермяки, но дети наши будут называть себя русскими.

Асыка, следуя своей цели, снова нападает на Пермь. Сначала его сын Юмшан захватывает Покчу, где княжит Матвей. Матвею удаётся бежать в Чердынь. Следует долгая осада крепости, но тут к Михаилу на помощь из Перми Старой приходит войско. В финале романа Михаил отбивает нападение и спасает свою землю. Но стрелы Асыки Михаилу избежать не удается. В огне погибает и Тичерть, ранее вернувшаяся к Михаилу.

## Основные персонажи
- Михаил — князь Перми Великой Камской
- Асыка — хакан (князь) вогульского города Пелыма, враг Михаила
- Васька Калина — строитель храмов, знаток пермской земли
- Тичерть — жена Михаила, ламия (колдунья)
- Исур — шибан (князь) татарского города Афкуль, друг Михаила
- Бурмот — пермский князь, друг Михаила
- Полюд — воевода Чердыни
- Иона — пятый епископ Перми
- Фёдор Пёстрый Стародубский — глава московского войска
- Василий — князь Перми Старой Вычегодской, брат Михаила
- Матвей — сын Михаила

## Историческая основа сюжета
Основа сюжета — реальные исторические события второй половины XV века. Вычегодско-Вымская летопись отмечает, что в 1451 году Василий II Тёмный отправил в Пермь верейского князя Ермолая с детьми Михаилом и Василием. Роман следует этой версии: автор противопоставляет русского Михаила и его пермское окружение. Однако в последние годы было выяснено, что род Ермоличей принадлежит, скорее, к местной, то есть пермской знати.
Другие персонажи романа также исторически достоверны: вогул Асыка и его сын Юмшан, пермские князья Качаим, Бурмот, Зырян и Мичкин, епископы Питирим, Иона и Филофей. Описанное в романе крещение пермяков епископом Ионой произошло в 1472 году. Важную роль в романе играет поход московского войска под руководством воеводы Василия Скрябы на Югру в 1465 году. Поход Фёдора Пёстрого на Пермь (1472) показан в романе как большая война, во время которой Михаил защищает Пермь. Однако исторический князь Михаил, вероятно, не вступал в активные боевые действия, именно поэтому Иван III отпустил его из плена. Михаил действительно погиб при нападении Асыки на Чердынь в 1481 году. За границами текста остаётся дальнейшая судьба Матвея: он продолжал княжение после отца и был свергнут московским наместником Василием Ковром в 1505 году.
О соотношении исторических фактов и художественного вымысла сам писатель говорил:

Я действовал по одной и той же модели. Вот князя Михаила, например, как я делал: выписал столбиком события, в которых принимал участие реальный князь Михаил в реальном XV веке, и попытался представить себе духовный мир человека, которому эти поступки были бы органичны.

## Проблематика и критика
Роман, с которым пермский писатель дебютировал на общероссийском уровне, не сразу был оценён коллегами Иванова. Так, жюри Русского Букера сочло, что для этой литературной премии произведение является неформатным, а потому не стало включать его в длинный список. Критик Лев Данилкин (впоследствии назвавший Иванова «золотовалютным резервом русской литературы») написал в рецензии, что «Сердце пармы» — это «литературный курьёз», и предрёк книге недолгий век. Тем не менее роман не только выдержал большое количество изданий, но и стал поводом для проведения одноимённого фестиваля.
Критика заметила роман сразу после выхода в свет. Положительные рецензии написали Борис Кузьминский, Лев Данилкин, Сергей Кузнецов и др. Похвалы вызвала достоверность описаний. По мнению литературного критика Бориса Кузьминского, автор «убедительно реконструировал ментальность великой северной цивилизации, навсегда канувшей в Лету».
По мнению ряда литературоведов, в «Сердце пармы» присутствуют несочетаемые элементы. Так, в произведении описываются события, соотносящиеся с летописями: чердынские походы вогулов, крещение Перми, смерть князя коми-пермяцкого Великопермского княжества Михаила. В то же время, как отмечают исследователи, «историзм сюжетно значимых героев представляется спорным». Михаил в трактовке Иванова — это своеобразный «родственник» шекспировского Гамлета, потому что в основе его деяний лежит та же, что и у принца Датского, «гуманистическая установка на морально оправданный, не множащий зла, то есть выверенный, взвешенный, ответственный поступок». При этом его враг — большой князь вогулов Асыка — наделён демоническими, сверхчеловеческими качествами.

А. Иванов изобразил не только поглощение Перми Москвой, его прежде всего интересует их духовное противостояние: в художественном мире А. Иванова христианство и язычество сопоставлены как равные силы, и этот философско-религиозный пласт идей в романе представляется более важным, чем описание этнических конфликтов. В «Сердце пармы» за национально-религиозно-государственными проблемами скрывается экзистенциальная идея Судьбы, Рока, Предопределения.
Несмотря на исторический жанр, в романе есть и актуальная для сегодняшнего времени проблематика. Сергей Кузнецов писал:

Разговор о России как об империи стал общим местом за последние десять лет — но Иванов показывает Русь не просто как силу, создающую империю, а — буквально — как глобализирующую силу. История покорения Урала сохраняет главный парадокс глобализации: безжалостные пришельцы объективно выступают как гуманизирующая сила. Христианство менее кроваво, чем язычество. Демократия американского образца менее кровава, чем саддамовская диктатура.

Автор не отрицает актуальности, но для него это не существенный вопрос:

Вы знаете, я не имел в виду никаких прямых аллюзий, аллюзии напрашивались сами. Я старался, наоборот, этих аллюзий избегать, но поскольку истории вопиющие, этого сделать не удалось.

## Фестиваль
В 2006 году был основан Центр культурных проектов «Сердце пармы», который организовал одноимённый фестиваль. Фестиваль прошёл в Чердынском районе Пермского края в 2006, 2007, 2008 и 2009 годах. Основная идея фестиваля (по словам его организаторов) «полное погружение участников в атмосферу XV века». Идейной основой фестиваля стал роман «Сердце пармы».
В рамках фестиваля проводились ролевые игры по мотивам романа, состязания лучников, выступления фольклорных коллективов, экскурсии по историческим местам, катание на лошадях, водные прогулки на катамаранах и лодках, выставки народных ремёсел и т. д.
В 2010 году Иванов отказался от проведения фестиваля. Однако фестиваль продолжает ежегодно проходить с 2010 года под названием «Зов пармы». Филолог, защитивший кандидатскую диссертацию по творчеству А. Иванова, А. С. Подлесных отметила, что хотя популярность фестиваля обусловлена популярностью романа «Сердце пармы», но «Зов пармы» стал определять привлекательность Чердыни с других сторон.

## Награды
- 2003 — Премия имени Д. Н. Мамина-Сибиряка
- 2006 — Премия «Странник» (в номинации «историческое фэнтези»).

## Экранизации и инсценировки
В 2014 году компания Star Media приобрела у Алексея Иванова права на экранизацию романа. Режиссёром должен был стать Сергей Бодров, однако он отказался от постановки из-за занятости, но остался в качестве сценариста. Съёмки фильма с Антоном Мегердичевым в режиссёрском кресле начались 14 июля 2019 года вблизи города Губаха Пермского края. Съёмки в Прикамье продлились до 13 августа. Бо́льшая часть дальнейших съемок проходила в Подмосковье. Они завершились в феврале 2020 года. В широкий прокат фильм вышел 6 октября 2022 года.
Из нереализованных планов:
- В 2008 году Пермский академический театр драмы планировал поставить мюзикл по роману[27], однако дальше планов постановка не пошла.
- В 2005 году права на экранизацию романа купила компания «Централ Партнершип», режиссёром должен был стать режиссёр сериала «Бригада» Алексей Сидоров. В июле 2008 года стало известно, что компания не будет снимать фильм[28].